# Minaguchi Yūko
Minaguchi Yūko (皆口 裕子 Giai Khẩu Dụ Tử, sinh ngày 22 tháng 6, 1966) là một diễn viên lồng tiếng (seiyū) người Nhật sinh ra tại Arakawa, Tōkyō. Hiện cô đang làm việc cho Aoni Production.

## Vai diễn nổi bật
- Công chúa Apricot trong Bosco Adventure (1986)
- Yumi trong Blue Sonnet (1989)
- Yawara Inokuma và Kaneko Inokuma trong Yawara! (1989)
- Misako trong Here is Greenwood (1991)
- Hotaru Tomoe (Thủy thủ Sao Thổ) trong Sailor Moon S (1994) và Sailor Moon Sailor Stars (1996)
- Pan (Dragon Ball) và Videl trong Dragon Ball GT (1996) và "Dragon Ball Z" (1996)
- Hinoto trong X (phim 1996) (1996)
- Nagamori Mizuka trong đĩa drama CD của ONE ~Kagayaku Kisetsu e~ (1998)
- Tifa Lockhart trong Ehrgeiz (1998)
- Nadeshiko Kinomoto trong Cardcaptor Sakura (1998)
- Roxanne trong Reign: The Conqueror (1999)
- Kaede trong Betterman (1999)
- Yaone trong Saiyuki (manga) (2000), Saiyuki RELOAD và Saiyuki RELOAD GUNLOCK
- Marie Hayakawa trong Final Fantasy: Unlimited (2001)
- Mẹ của Saga trong Little Snow Fairy Sugar (2001)
- Farah trong Tales of Eternia (2001)
- Minase Akiko trong Kanon (2002 & 2006)
- Yurika Menou trong Final Approach (anime) (2004)
- Princess Grace trong Fushigiboshi no Futagohime (2005)
- Kuromi's Mother  trong Onegai My Melody (2005)
- Yukariko Sanzen'in trong Hayate the Combat Butler (2007)
- Ibuki Kōko trong CLANNAD & CLANNAD ~After Story~ (2007 - 2009)
- Kino trong MapleStory (anime) (2007)
- Mizushima Hisoka trong Tokimeki Memorial Girl's Side: 2nd Kiss (2007)
- Tsurara Shirayuki trong Rosario + Vampire Capu2 (2008)
- Xenia Grania Bilseia trong sê-ri Super Robot Wars
- Menou Sakura trong Flame of Recca
- Ayumi Tachibana trong BS Tantei Club: Yuki ni Kieta Kako
- Miki Kozuki trong UFO Baby
- Sawawa Hiyorimi trong Princess Resurrection
- Lephise trong Klonoa: Door to Phantomile (Wii)
- Ringo trong Casshern Sins
- Yuuko Asou trong đoạn anime quảng cáo cho trò chơi điện tử Mugen Senshi Valis
- Nene Anegasaki trong trò chơi Nintendo DS Loveplus
- Chris trong Langrisser I & II
- Momiji trong Ninja Gaiden Sigma 2
- Delusion Eucliwood #4 trong Kore wa Zombie Desu ka?